# برناردو فيلار
برناردو فيلار هو لاعب كرة قدم برازيلي، ولد في 12 فبراير 1998 في بيلو هوريزونتي في البرازيل.

## وصلات خارجية
- برناردو فيلار على موقع اتحاد السويد (السويدية)
- برناردو فيلار على موقع قاعدة بيانات كرة القدم.إي يو (الإنجليزية)
- برناردو فيلار على موقع Soccerway.com (الإنجليزية)
- برناردو فيلار على موقع عالم كرة القدم.نت (الإنجليزية)